# Погоня (фільм, 1965)
«Погоня» — радянський чорно-білий художній фільм 1965 року, знятий на Одеській кіностудії.

## Сюжет
Колишній лісник з провінції вірний не тільки своїм поняттями, але й природі. Коли він потрапляє в нелегку ситуацію, воліє не змінювати своїм принципам. Якось він вирушає в тайгу. Компанію йому складають його приятелі, які промишляють полюванням. Коли вони вже опиняються на потрібному місці, єгер помічає браконьєра. Він приймає рішення зловити злочинця. Він, прикладаючи всі сили, переслідує його. І ця сутичка в центрі тайгового лісу стає дуже важкою і небезпечною.

## У ролях
- Микола Єременко — Анатолій Іванович, єгер
- Олександр Суснін — Сашка, браконьєр
- Всеволод Кузнецов — Буренков, директор мисливського господарства
- Дмитро Орловський — Зенін, мисливствознавець
- Михайло Васильєв — Квочкін, єгер
- Віктор Хохряков — Сергій Петрович, генерал, мисливець
- Юрій Соломін — Микола Макарович, майор, мисливець
- Віра Васильєва — Шура, дружина Анатолія Івановича
- Іван Селянін — Пінчуков, помічник єгеря
- Артур Макаров — епізод
- Людмила Чурсіна — робітниця на будівництві шосе
- Микола Новлянський — старий на човні
- В. Семенова — епізод
- Сергій Юртайкин — Василь
- Г. Дегтярьова — епізод
- Наталія Ієвлєва — епізод
- Валерій Ісаков — епізод
- Микола Копотієнко — Юра, син Анатолія Івановича
- Жанна Литвинова — донька Анатолія Івановича
- Євген Весник — рибалка

## Знімальна група
- Режисери — Валерій Ісаков, Радомир Василевський
- Сценарист — Юрій Нагибін
- Оператор — Василь Кирбижеков
- Композитор — Олег Каравайчук
- Художники — Олег Передерій, Олександра Конардова